# 大分県道41号大分大野線
大分県道41号大分大野線（おおいたけんどう41ごう おおいたおおのせん）は、大分県大分市から豊後大野市に至る県道（主要地方道）である。

## 概要
大分市大字上宗方から豊後大野市大野町宮迫に至る。
大分市・豊後大野市境となるアクタ神峠を始め、数か所に「最小幅員1.5 m」や「離合困難」の標識が立つほか、ガードレールのない地点がある。沿線には大分県青少年の森などがある。

### 路線データ
- 起点：大分市大字上宗方（明磧橋（あけがわらばし）南交差点、国道442号交点）
- 終点：豊後大野市大野町宮迫（大分県道57号竹田犬飼線交点）

## 歴史
- 1993年（平成5年）5月11日 - 建設省から、県道大分大野線が大分大野線として主要地方道に指定される[1]。

## 路線状況

### 道路施設

#### 橋梁
- 赤川橋（赤川、大分市）
- 田尻橋（七瀬川、大分市）

#### トンネル
- 上石川トンネル：延長143 m、2001年（平成13年）竣工、大分市
- 一本杉トンネル：延長180 m、2007年（平成19年）竣工、豊後大野市

## 地理

### 通過する自治体
- 大分市
- 豊後大野市

### 交差する道路
| 交差する道路              | 市町村名   | 交差する場所 | 交差する場所                            |
| ------------------------- | ---------- | ------------ | --------------------------------------- |
| 国道442号                 | 大分市     | 大字上宗方   | 明磧橋（あけがわらばし）南交差点 / 起点 |
| 国道210号                 | 大分市     | 大字田尻     | ななせ大橋東交差点                      |
| 大分県道623号下世利寒田線 | 大分市     | 大字田尻     | 田尻入口交差点                          |
| 大分県道682号西寒多寒田線 | 大分市     | 大字田尻     |                                         |
| 大分県道622号弓立上戸次線 | 大分市     | 大字河原内   |                                         |
| 大分県道632号中土師犬飼線 | 豊後大野市 | 大野町中土師 |                                         |
| 大分県道57号竹田犬飼線    | 豊後大野市 | 大野町宮迫   | 終点                                    |

### 沿線
- 大分川
- 大分県立大分高等技術専門校
- 大分市立田尻小学校
- 大分県青少年の森